# کشتار حولا

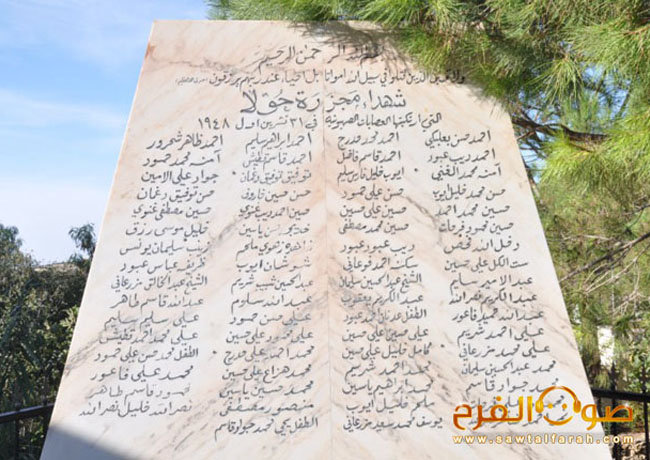
نمایی از بنای یادبود اسامی جان‌باختگان روستای حولا (۱۹۴۸)

با قتل عام هولا در سال 2012 در سوریه و  یا کشتار 1959 هولا در کنیا اشتباه گرفته نشود.
31 اکتبر  1948 - قتل عام حولا ، بین 31 اکتبر و 1 نوامبر 1948 اتفاق افتاد. حولا روستایی در لبنان در 3 کیلومتری غرب کیبوتز مانارا، نه چندان دور از رودخانه لیتانی است. در 24 اکتبر توسط تیپ کارملی نیروهای دفاعی اسرائیل بدون هیچ مقاومتی تصرف شد.

## حمله به حولا
تشکیل دولت اسرائیل در مناطق اشغالی فلسطین در مرزهای جنوبی لبنان بود. نحوه تأسیس و توسعه این دولت در تضاد کامل با روح و متن اعلامیه جهانی حقوق بشر بود. اعلام تشکیل دولت اسرائیل نقض آشکار حق طبیعی مردم فلسطین برای زندگی در سرزمین خود و حق تعیین سرنوشت آنها، داشتن دارایی و زندگی شرافتمندانه بود. در نتیجه آن ، جان ده ها هزار قربانی بی گناه را گرفت، ویرانی های بی حد و حصری برجای گذاشت و مانع از توسعه اقتصادی ، اجتماعی و سیاسی شدند .رنجی که وجود اسرائیل بر لبنان و مردم آن تحمیل کرد و ماهیت تهاجمی و توسعه طلب آن کشور به روزهای اولیه تأسیس آن در سال 1948 برمی گردد. ده ها هزار پناهنده فلسطینی به لبنان سرازیر شدند و از قتل عام و مجازات های مثال زدنی گریختند.
در 31 اکتبر  1948 نیروهای اسرائیلی با گسترش دامنه دسترسی خود به روستاهای جنوب لبنان، حولا را به فرماندهی شموئل لاهیس فتح کردند.طبق تحقیقات اکثریت مردم روستا فرار کردند اما حدود 60 نفر ماندند و بدون مقاومت تسلیم شدند.روستاییان باقی مانده طی دو روز متوالی قتل عام شدند.
به گفته ایلان پاپه در کتاب خود "پاکسازی قومی فلسطین" (2006)، "نیروهای یهودی بیش از هشتاد روستایی را تنها در روستای حولا اعدام کردند."به گزارش هاآرتص، فرمانده گروهان لاهیس تنها کسی بود که در جریان عملیات هیرام به اتهام قتل محاکمه شد.در ابتدا به 7 سال حبس سپس به 1 سال و بعد از مدتی مورد عفو قرار گرفت.
«عرب ها از خانه ای که در آن بودند، به خانه ای دورافتاده بردند. هنگامی که به آنجا رسیدند،لاحیس دستور داد اعراب را به یکی از اتاق ها ببرند و در آنجا دستور داد تا در یک صف با صورت به دیوار بایستند... سپس با اسلحه به آنها شلیک کرد. پس از سقوط افراد اجساد را بررسی کرد که آیا در آنها حیات وجود دارد یا خیر. برخی از آنها هنوز نشانه‌های حیات داشتند پس از آن گلوله‌های دیگری به سمت آنها شلیک کرد.»پس از آزادی، لاهیس توسط رئیس جمهور اسحاق بن زوی مورد عفو قرار گرفت. سه دهه بعد او به عنوان مدیرکل آژانس یهود یکی از عالی ترین و معتبرترین مناصب اسرائیل منصوب شد.

## عملیات صیرام
گروه‌هایی از سازمان هاگانا که هدایت آنها توسط مناخیم بگین بود در ۹ آبان ۱۳۲۷ (۳۱ اکتبر ۱۹۴۸) دست به کشتاری در شهرک حولا زدند که به کشته شدن ۸۰شهروند لبنانی و فلسطینی انجامید.